# XA
XA – amerykański parowóz o największej liczbie osi napędzanych w układzie osi (1'D)D(D1'). Jedyny taki parowóz został wyprodukowany w 1916 roku przez Baldwin Locomotive Works i był użytkowany przez Virginian Railway. W roku 1920 parowóz zwrócono producentowi, został on przebudowany na dwie maszyny o układzie osi (1'D)D i 1'D1'.